# Nuestra Señora de Estíbaliz

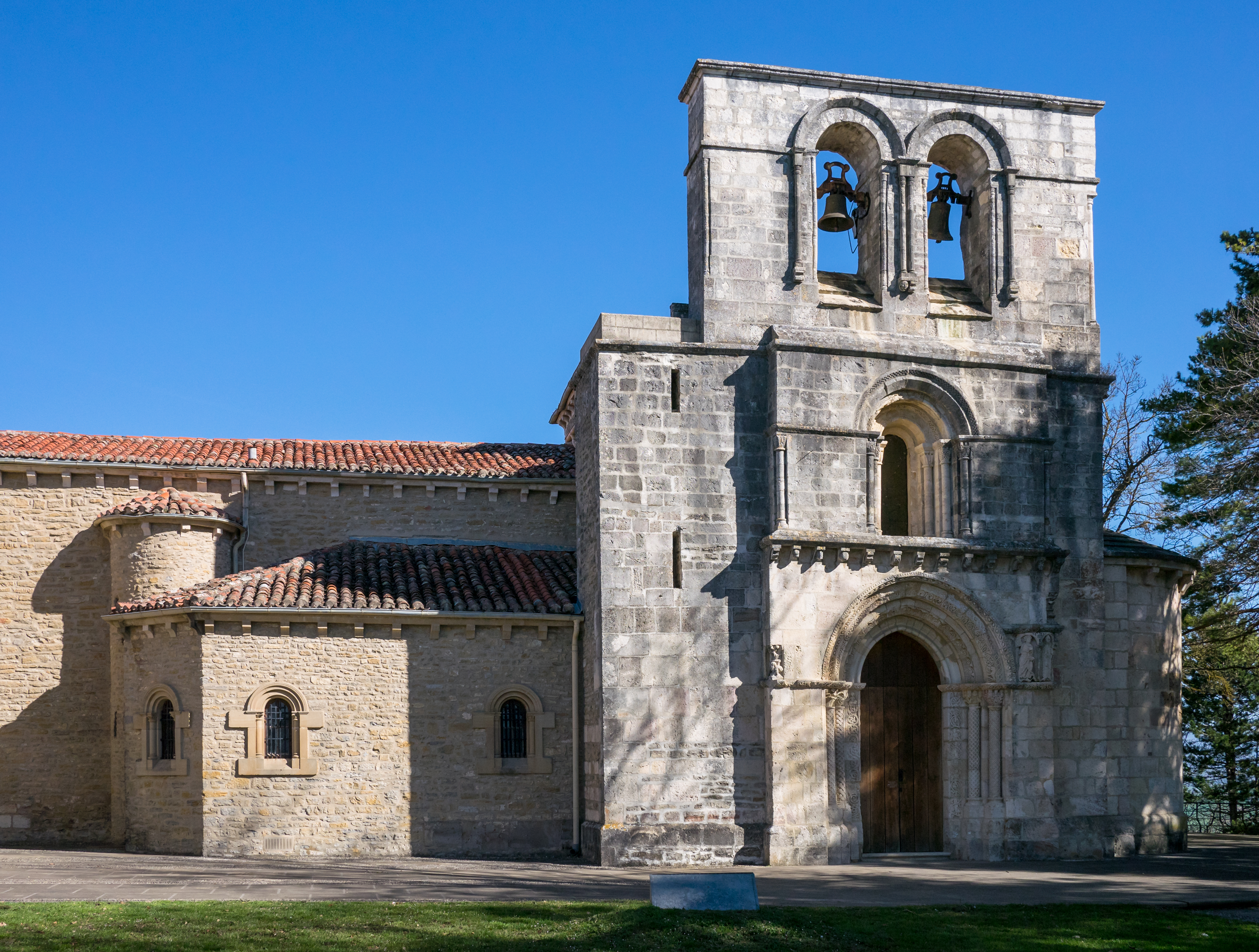
Nuestra Señora de Estíbaliz, Südfassade

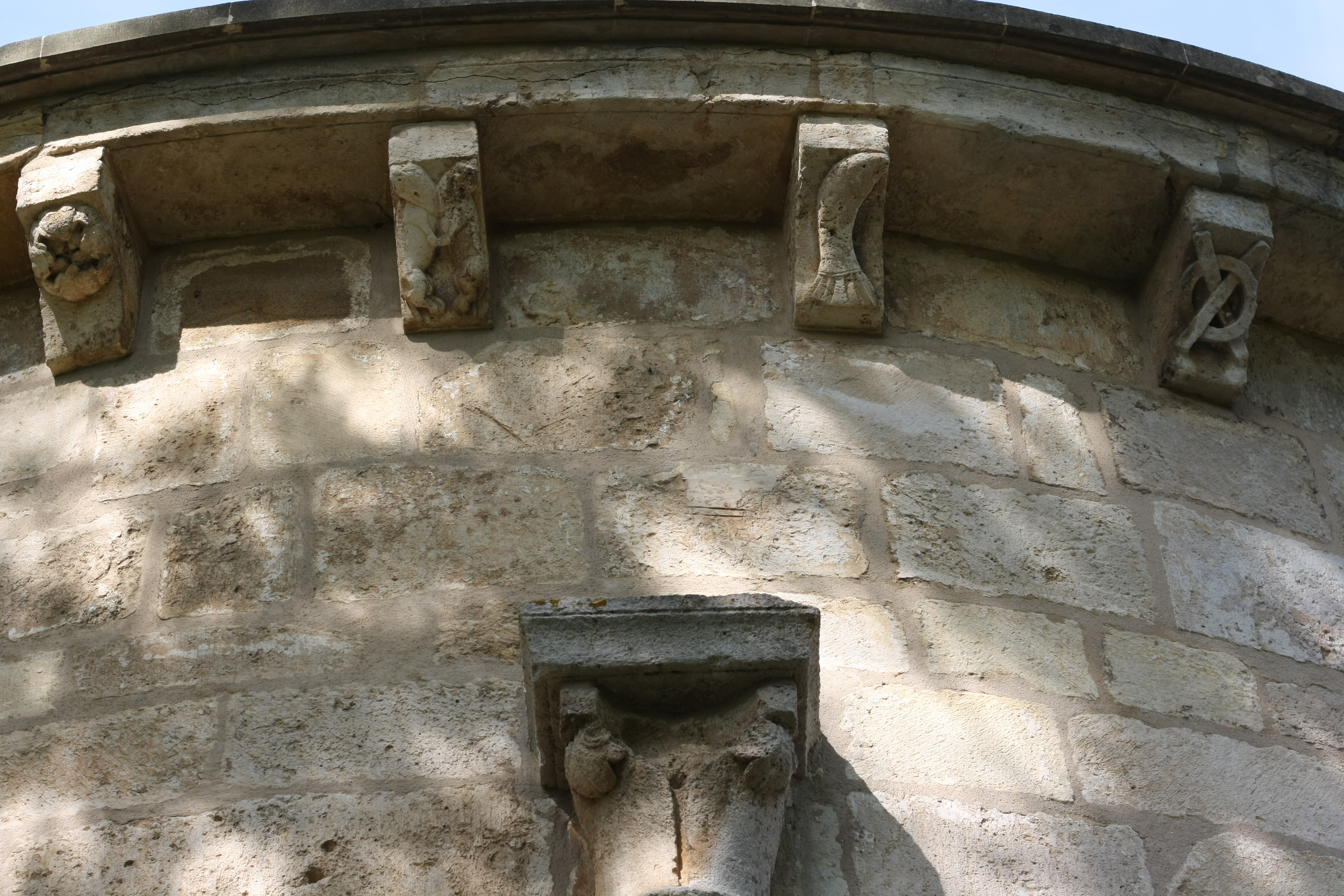
Kragsteine an der Apsis

Die Kirche Nuestra Señora de Estíbaliz (Unsere Liebe Frau von Estíbaliz) wurde ursprünglich als Klosterkirche errichtet. Sie liegt außerhalb des Ortes Argandoña, knapp zehn Kilometer östlich von Vitoria-Gasteiz, in der spanischen Provinz Álava der autonomen  Gemeinschaft Baskenland. In der Kirche wird eine thronende Muttergottes mit Jesuskind aufbewahrt, die aus dem 12. Jahrhundert stammt und als Schutzpatronin der Provinz Álava verehrt wird. In der Kirche sind romanische Kapitelle erhalten. Besonders sehenswert ist das Südportal, die sogenannte Porta Speciosa. Im Jahr 1931 wurde die Kirche zum Baudenkmal (Bien de Interés Cultural) (BIC) erklärt.

## Geschichte
Bereits im Jahr 1074 wurde das Kloster schriftlich erwähnt. Ab 1138 unterstand es dem Benediktinerkloster Santa María la Real in Nájera. Die heutige Kirche wurde im 13. Jahrhundert errichtet. Nach der Auflösung des Klosters im 15. Jahrhundert wurde sie als Pfarrkirche genutzt. Ab der Mitte des 16. Jahrhunderts war die Anlage im Besitz des Hospital de Santiago (heute Universitätskrankenhaus Hospital Universitario de Araba - sede Santiago) von Vitoria-Gasteiz, bis es zu Beginn des 20. Jahrhunderts die Provinz Álava übernahm. Anschließend wurde begonnen, die Kirche zu restaurieren und es wurden neue Klostergebäude errichtet, in die im Jahr 1923 wieder Benediktinerinnen einzogen.

## Architektur
Der Grundriss der Kirche ist ein lateinisches Kreuz. Das Langhaus ist einschiffig und erstreckt sich über drei Joche. Im Osten schließt sich an das  Querhaus eine dreiteilige Apsis an. An der West- und Südfassade befinden sich Portale. Das Westportal wurde im 20. Jahrhundert erneuert.
Das Dach der Apsis ruht auf Steinplatten, die auf Kragsteinen mit skulptierten Tierdarstellungen, Pflanzenmotiven oder geometrischen Figuren aufliegen.

### Südfassade undPorta Speciosa

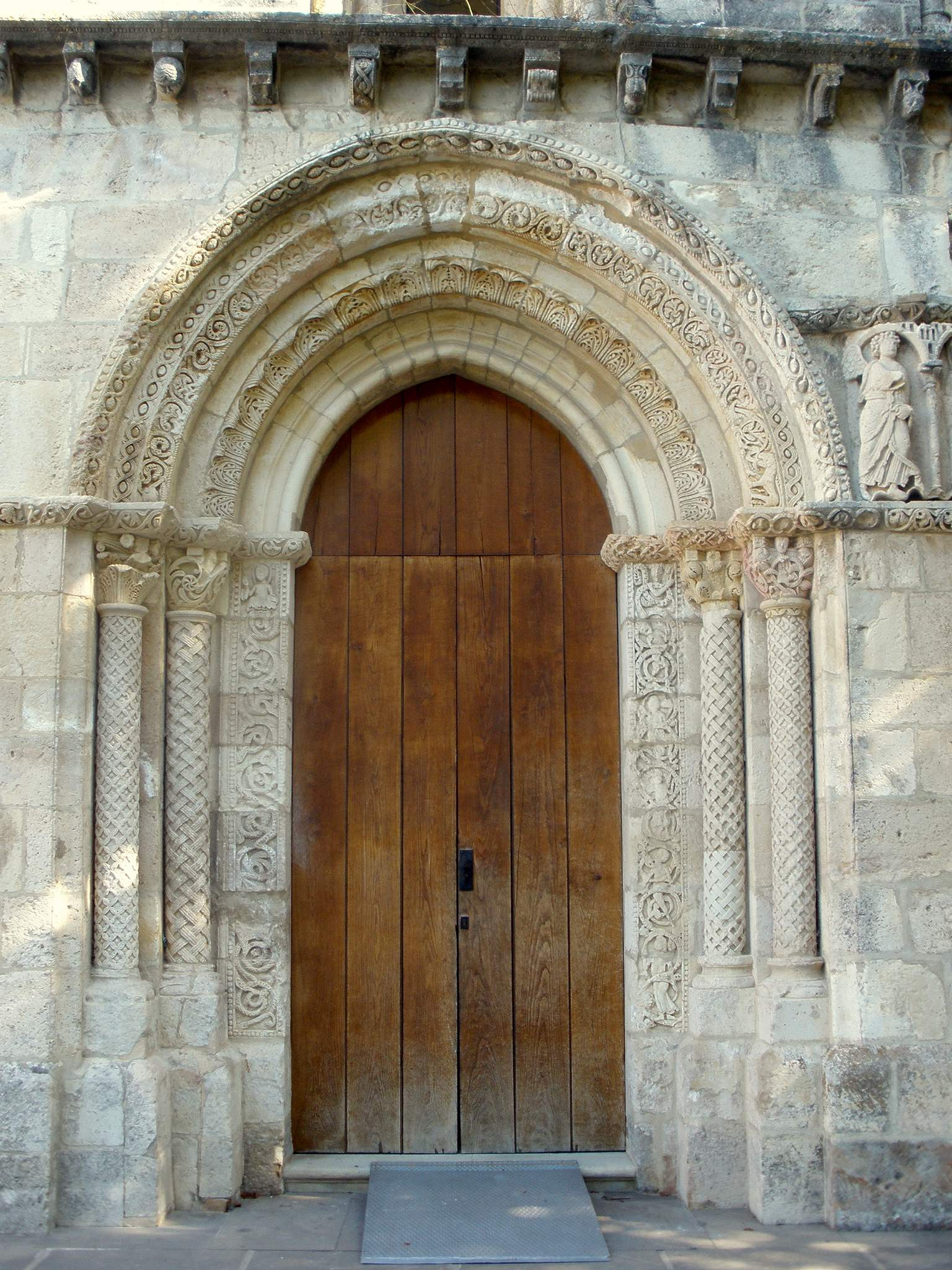
Porta Speciosa

Über der Südfassade erhebt sich der rekonstruierte Glockengiebel (espadaña) mit zwei großen Rundbogenöffnungen. In der Mitte der Fassade öffnet sich ein Rundbogenfenster, das von Archivolten und schlanken Säulen mit Kapitellen gerahmt wird. Ein Gesims, das auf skulptierten Kragsteinen aufliegt, bildet den oberen Abschluss des Portals. Dieses ist von leicht zugespitzten, mit Blattmotiven versehenen Archivolten und Säulen eingefasst, deren Schäfte mit Flechtbändern verziert sind. Auf den Kapitellen sind zu Voluten gerollte Blätter dargestellt und wie auf den Reliefplatten des Gewändes von Blattranken umschlungene Personen. An der rechten Seite des Portals, auf der Höhe des Ansatzes der Archivolten, wird die Verkündigung an Maria durch den Erzengel Gabriel dargestellt.

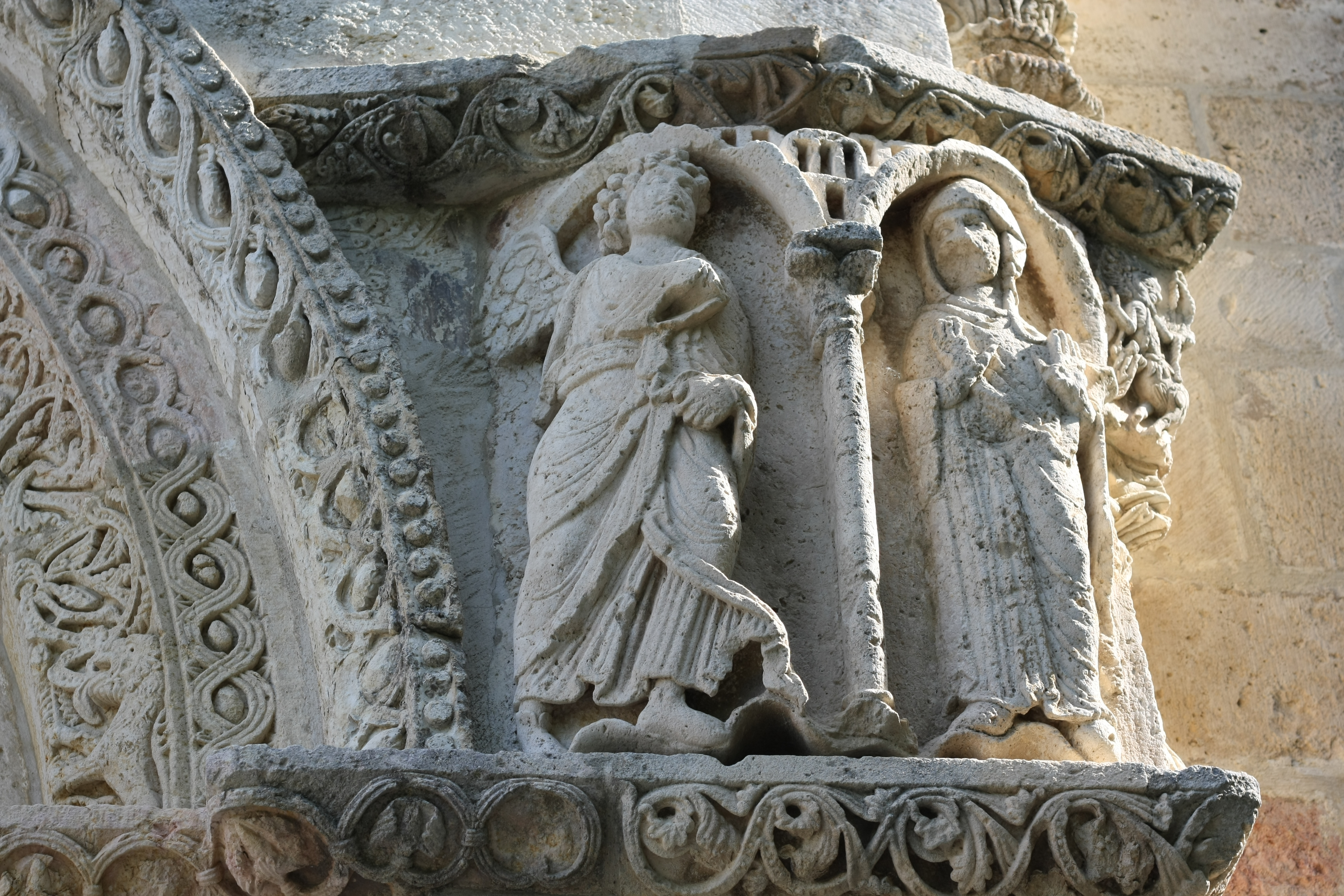
Verkündigung Mariens
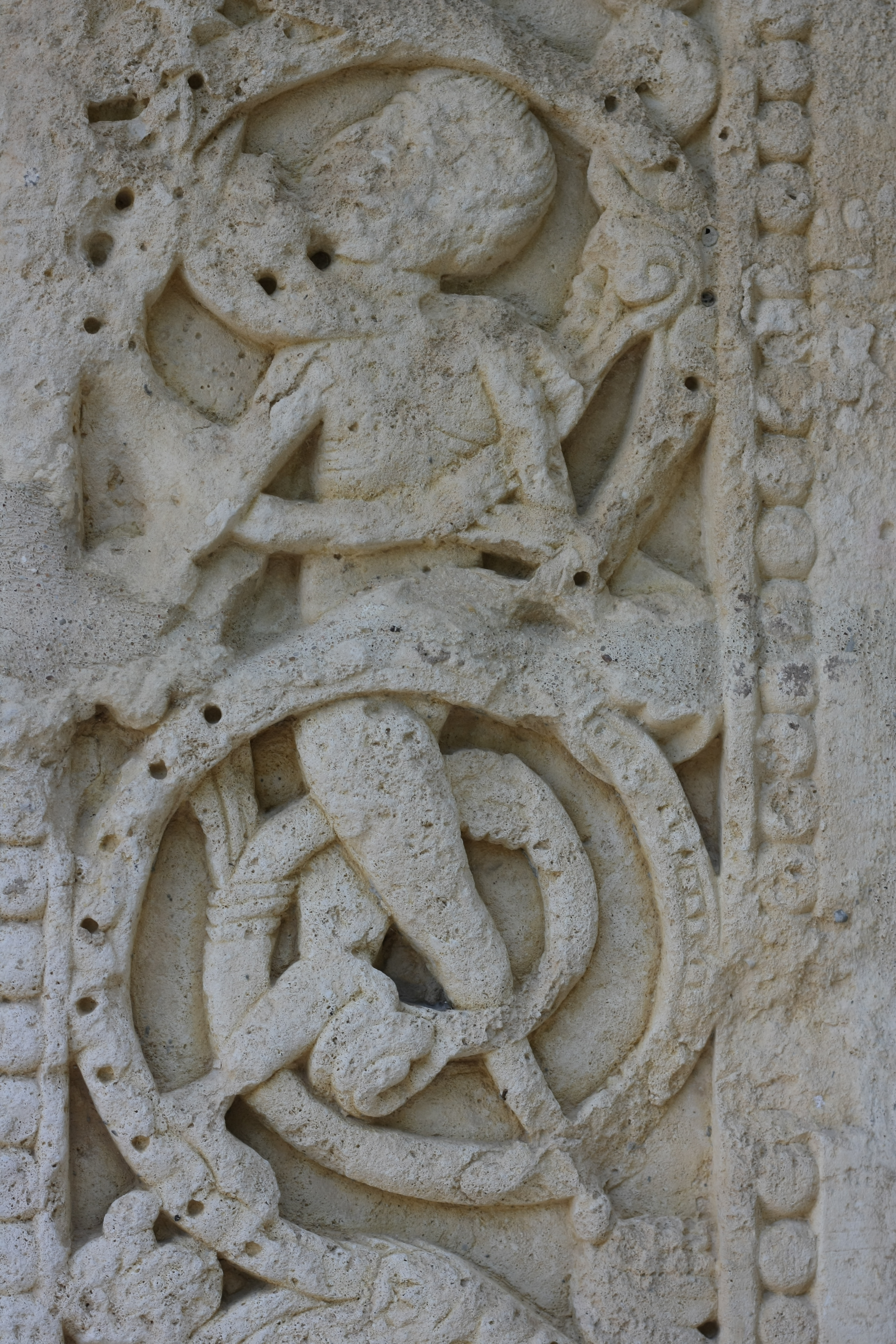
Relief am Gewände
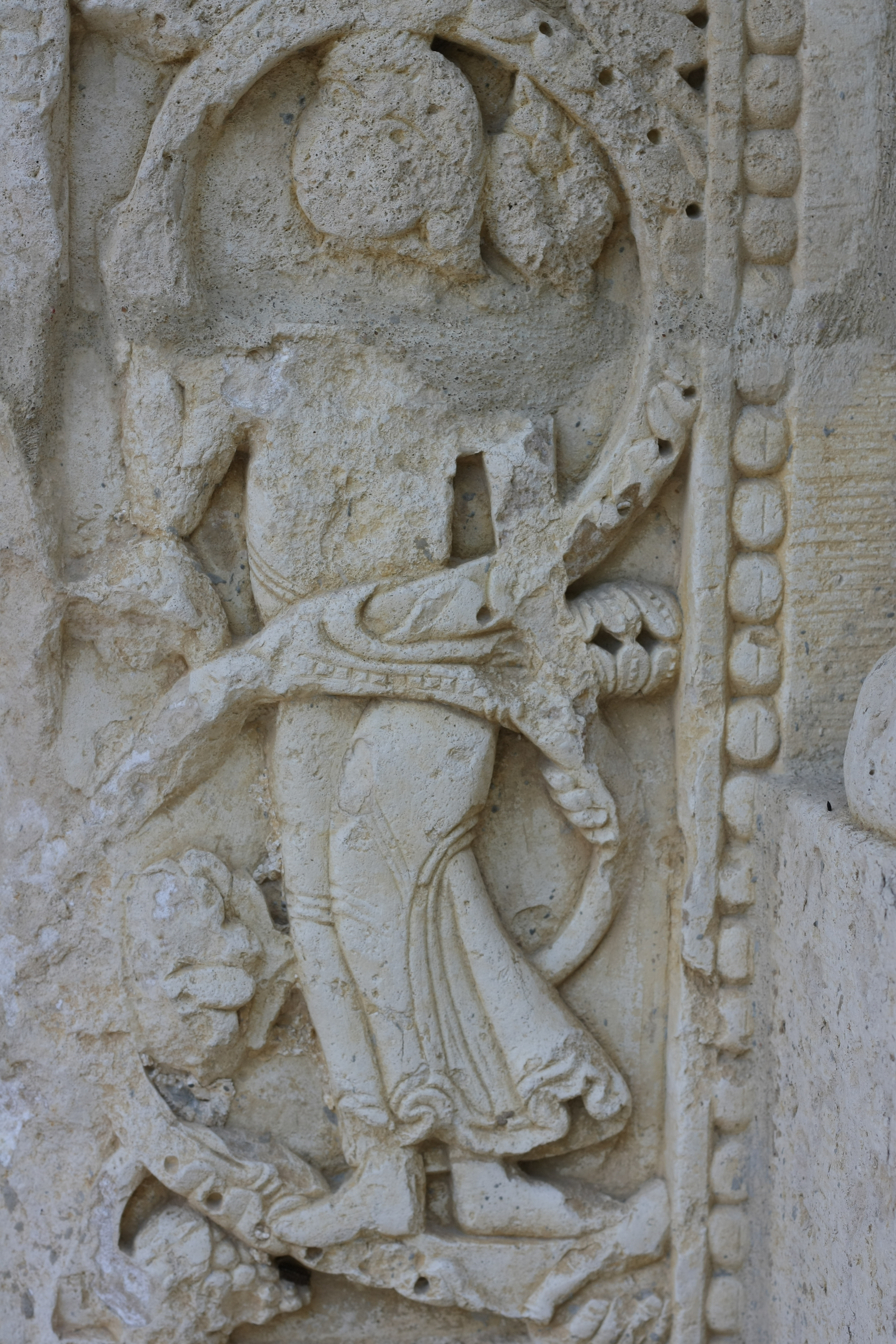
Relief am Gewände
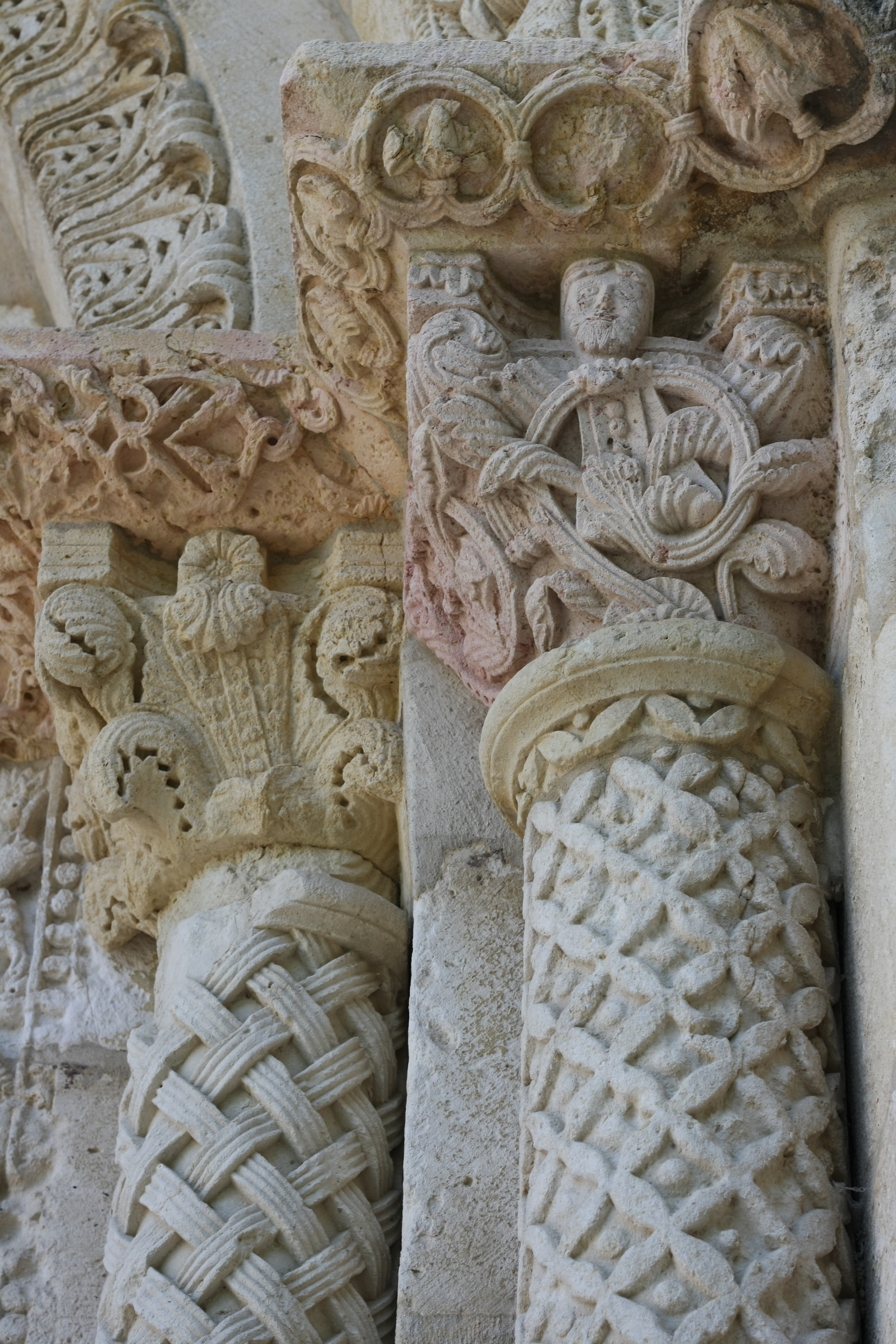
Säulen und Kapitelle am Südportal

### Innenraum

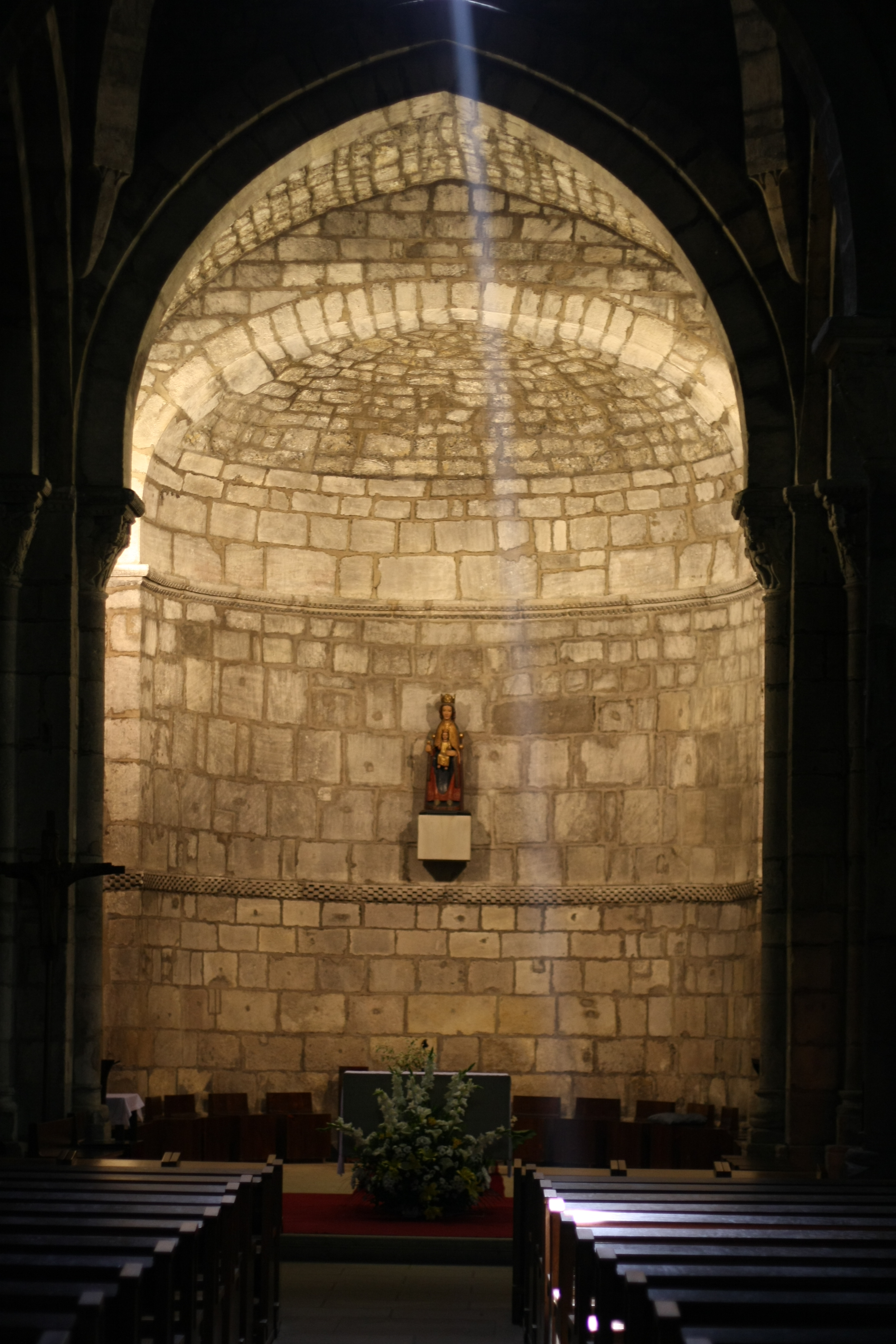
Apsis mit der Marienfigur Virgen de Estíbaliz

Zur Apsis öffnet sich ein leicht gebrochener Bogen, der auf wuchtigen Pfeilern mit Halbsäulen aufliegt. Auf den Kapitellen sind der Sündenfall von Adam und Eva zu sehen und eine Verkündigungsszene. Die Darstellung einer Frau, der von einer Kröte und einer Schlange die Brüste abgebissen werden, symbolisiert die Unzucht. Eine Person, um deren Hals ein dicker Beutel hängt, an dem Teufel ziehen, soll den Geiz verkörpern.

## Ausstattung
- Die Marienfigur in der Apsis, die Jungfrau von Estíbaliz (Virgen de Estíbaliz), stammt aus dem 12. Jahrhundert und wird als Schutzpatronin der Álava verehrt.[3]
- Das Taufbecken ist aus dem 13. Jahrhundert erhalten. Es ist mit stilisierten Blättern verziert. Menschliche Köpfe und Tiere sind von Säulen und Dreipassbögen eingerahmt, die auf das Himmlische Jerusalem hinweisen sollen.

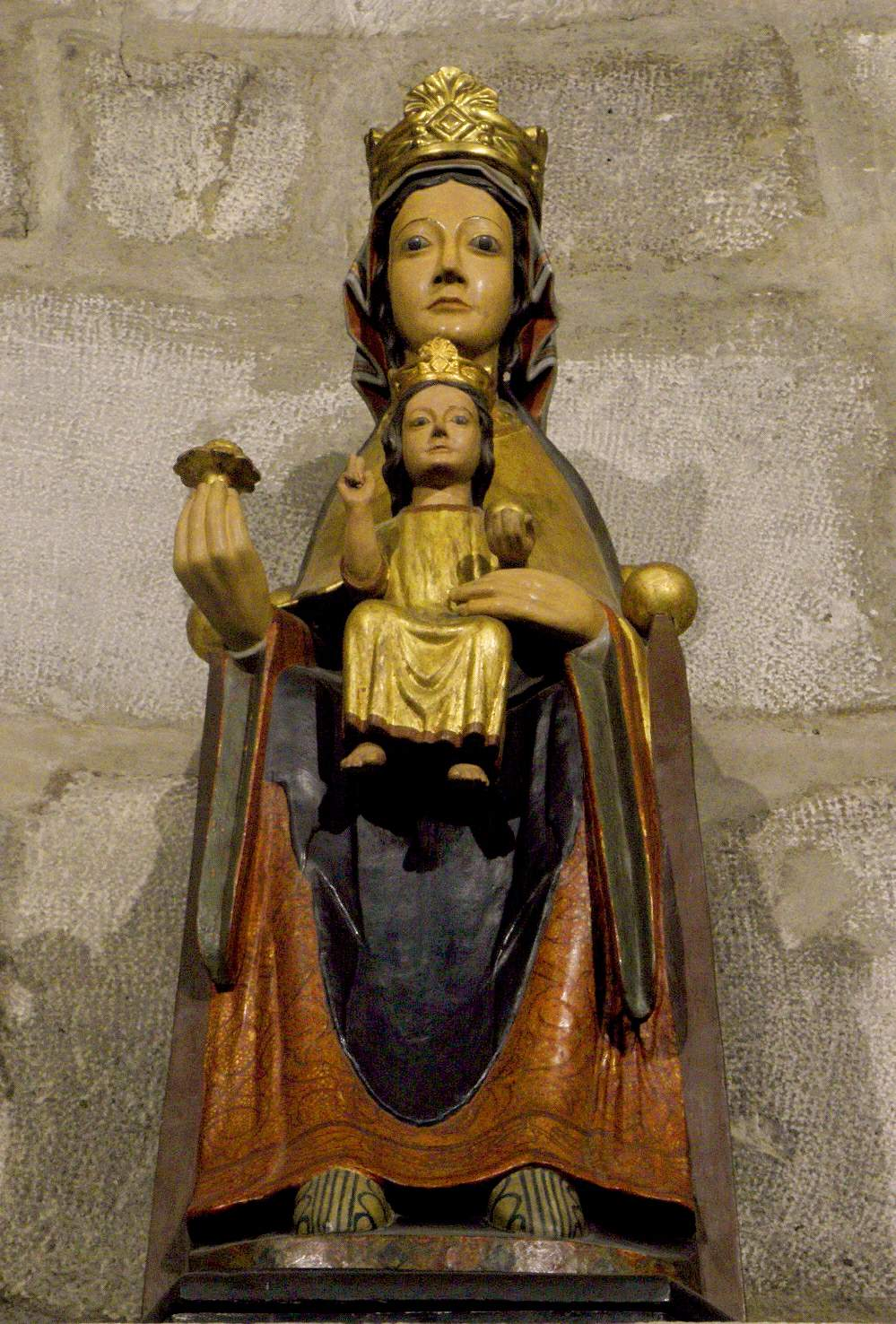
Virgen de Estíbaliz
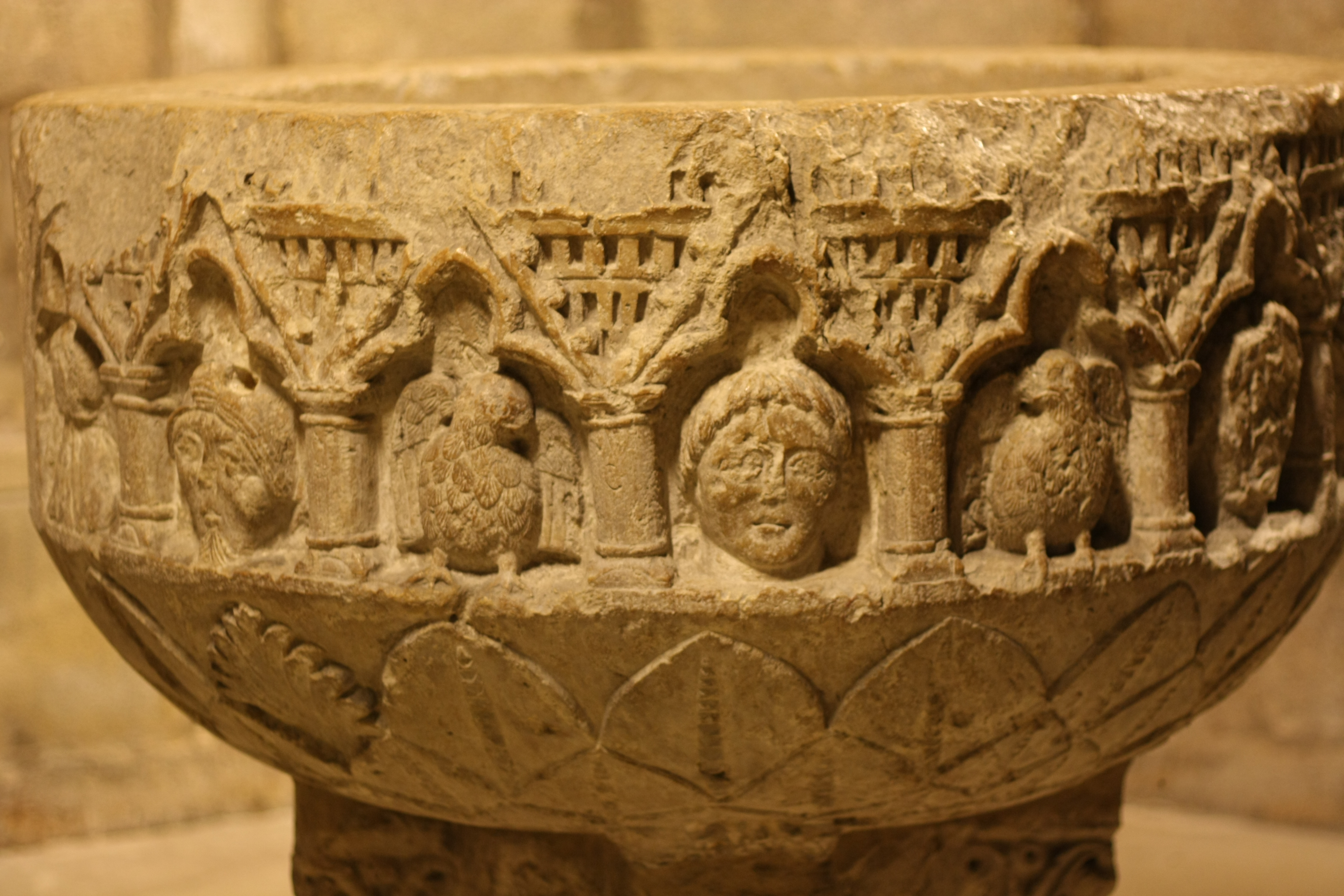
Taufbecken